# サエル・クンベディ
サエル・クンベディ・エンセケ（Saël Kumbedi Nseke、2005年3月26日 - ）は、フランス・スタン出身のサッカー選手。オリンピック・リヨン所属。ポジションはDF。

## クラブ経歴
パリ・サンジェルマンFCやCCタヴェルニーの下部組織を経て2019年にル・アーヴルACの下部組織に入団した。2021年11月13日、クープ・ドゥ・フランスのヴィエルゾンFC戦にて15歳ながらトップチームデビューを果たした。
2022年8月31日、リーグ・アンのオリンピック・リヨンに移籍し、3年契約を結んだ。

## 代表経歴
2021年からフランスの世代別代表に招集され始め、U-17フランス代表として臨んだ2022年のUEFA U-17欧州選手権では、決勝のU-17オランダ代表戦で得点を挙げ、2-1での大会優勝に貢献した。